# Mers El Hadjadj
Pour les articles homonymes, voir Hadjadj (homonymie).
 (février 2011).
Si vous disposez d'ouvrages ou d'articles de référence ou si vous connaissez des sites web de qualité traitant du thème abordé ici, merci de compléter l'article en donnant les références utiles à sa vérifiabilité et en les liant à la section « Notes et références ».
Mers El Hadjadj (arabe : مرسى الحجاج), anciennement Port aux pelerins, est une commune algérienne de la wilaya d'Oran.

## Géographie
Mers El Hadjadj est située à l'extrême est de la wilaya d'Oran, entre les villes de Bethioua à l'ouest  et de Fornaka a l'est(wilaya de Mostaganem).
Les dunes littorales
« La zone des dunes littorales est limitée :
au Nord par la mer;
à l’Est par la falaise et la colline du marabout de Sidi Mansour ;
au Sud par la route nationale d’Oran à Mostaganem jusqu’au pont de la Macta, puis par la rivière La Macta;
à l’Ouest par l’embouchure de cette rivière » (Simonneau et Santa, 1951). Cette embouchure a depuis été colmatée et une nouvelle jonction avec la mer a été aménagée au travers du cordon dunaire près du pont de La Macta.

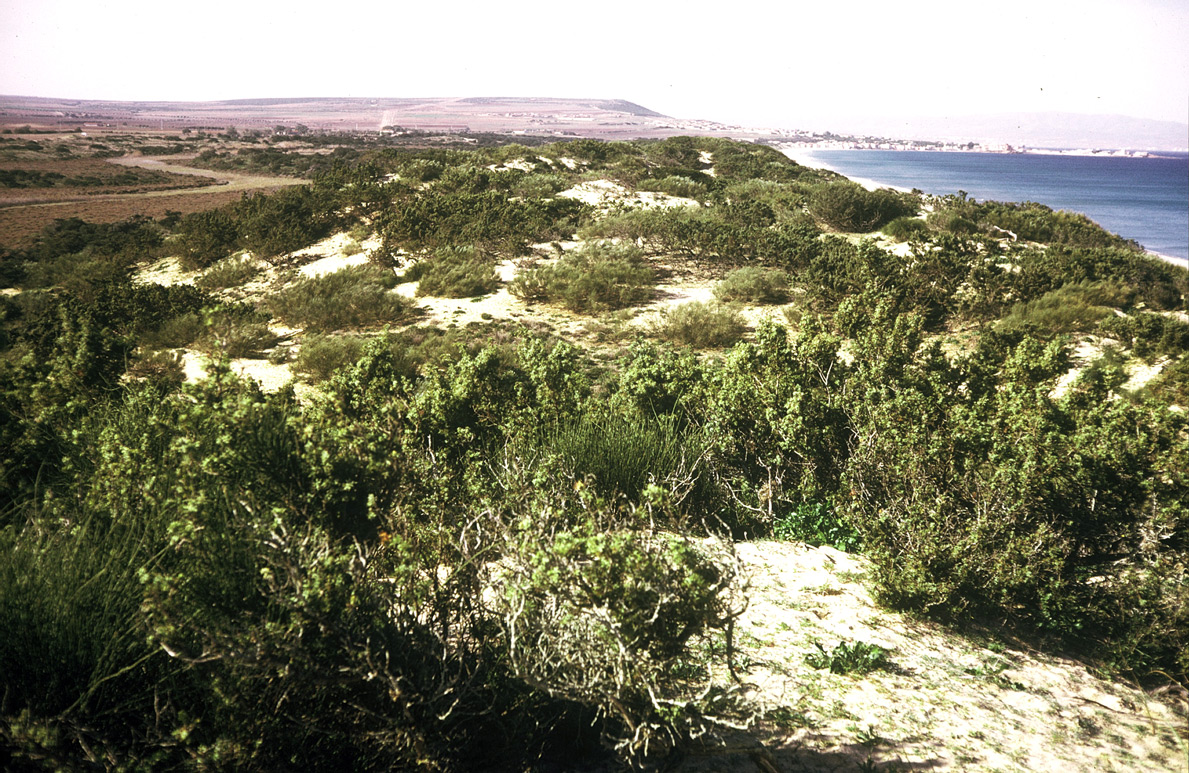
Dunes de La Macta en 1975

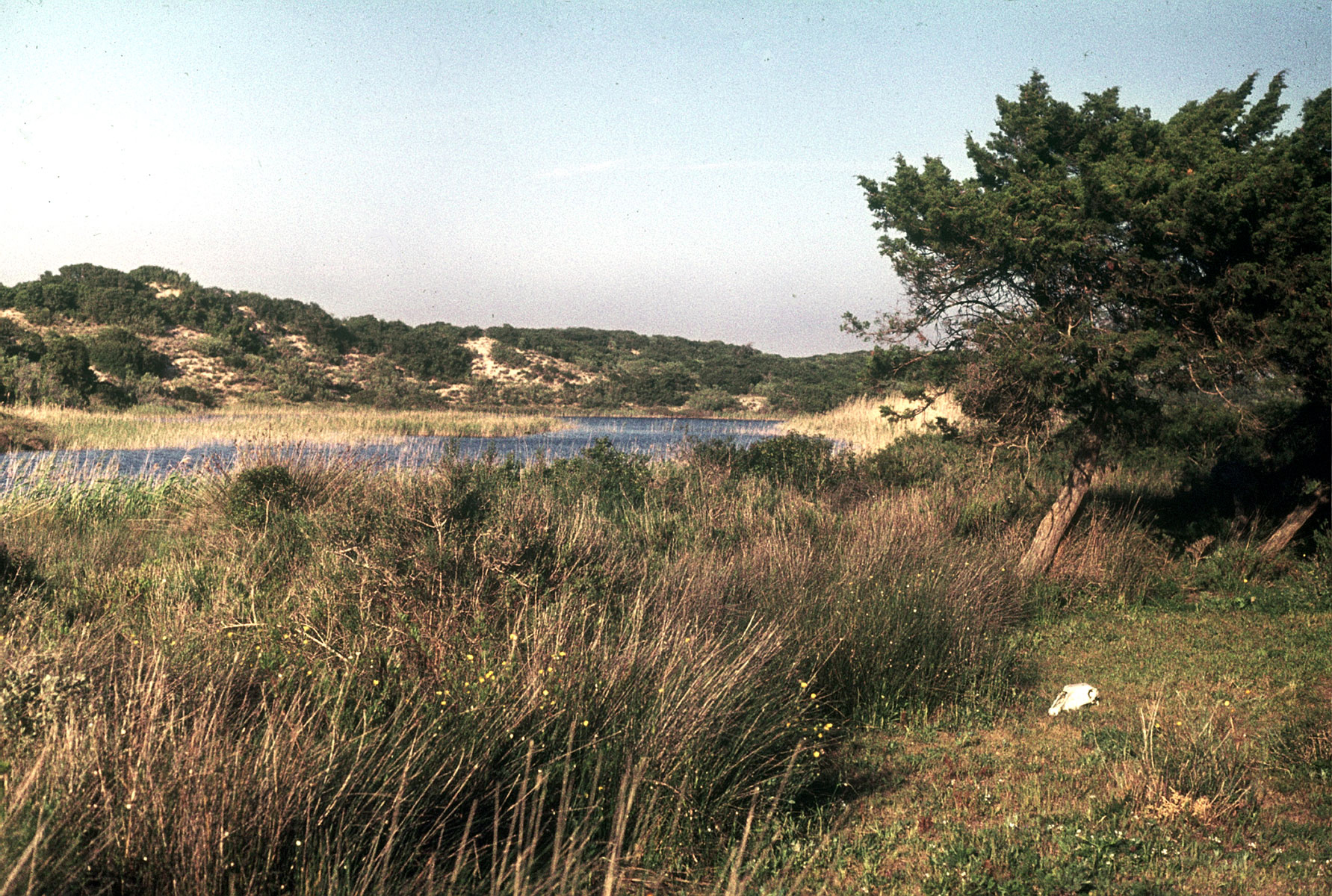
Dunes de La Macta en 1977

« La superficie de cette zone est d’environ 180 ha. La végétation est caractérisée essentiellement par l’importance des peuplements de Genévriers oxycèdres sur les dunes littorales et par l’extrême variété de la flore sur la rive droite de la rivière La Macta. Les espèces halophiles et héliophiles y croissent avec les espèces littorales » (Simonneau et Santa, 1951). Comme le soulignaient déjà ces auteurs, l’horizon forestier est fortement dégradé à l’Est de ces dunes (sujets clairsemés, mutilés, …). En octobre 1983, des scientifiques de l’Institut National Agronomique (Algérie), des universités de Liège, Gembloux (Belgique), de Nimègue (Hollande), et de l’Institut royal des Sciences Naturelles de Belgique ont contacté, à ce sujet, les autorités algériennes (en particulier le Wali de la Wilaya de Mostaganem).

### Situation
|          | Mer Méditerranée |                                |
| Bethioua | Mers El Hadadj   | Fornaka (Wilaya de Mascara)    |
|          |                  | Mocta Douz (Wilaya de Mascara) |

## Routes
La commune de Mers El Hadjadj est desservie par plusieurs routes nationales:
- Route nationale 11: RN11 (Route d'Oran).

## Toponymie
Appelé « Port aux pèlerins » par les algériens, il est possible que l'appellation française de « Port aux poules » vienne d’une traduction erronée due à la similitude phonétique et graphique en arabe des mots « pèlerins » (ألحَجَاج), « al-hajaj » et « poules » (الدجاج) « ad-dajaj ». Autre hypothèse : une allusion aux poules d'eau ou (et ?) aux poules sultanes fréquentant la rivière Macta, à l'arrière des dunes de Marsat El Hadjadj.
Ou viendrait simplement du nom romain du port antique qui occupait le golfe, dont le nom était portus Paulus, soit le port de Paul, nom d'un haut dignitaire de l'empire romain. Voir le chapitre suivant sur l'histoire du bourg.

## Histoire
Tout au fond du golfe d’Arzew, le port naturel protégé par deux pointes rocheuses, profond de 150 mètres, abrité des forts vents d’ouest et de la houle du large fut « Portus Paulus » créé par les Romains entre l’an 225 av. J.-C. et 200. De nombreux vestiges de cette période attestent de la prospérité de ce petit port marchand.
Après le décret de l’assemblée nationale française du 19 septembre 1848 portant création de colonies agricoles en Algérie, le convoi de volontaires n°2 qui arrive à Arzew, le 2 novembre 1848 est destiné au centre de Saint Leu et de ses annexes dont fait partie Port aux Poules. Lorsqu’en 1853, la colonie agricole de Saint Leu passe sous administration civile, Port aux Poules y est toujours rattaché.
En 1854, le préfet d’Oran fait étudier l’implantation d’un centre de peuplement au lieu-dit Porto Paulo, près du pont de la Macta. Le site comptait déjà quelques familles européennes, constituait un lieu d’étape et de bivouac utilisé par les militaires, était fréquenté par de nombreux pêcheurs et constituait déjà un centre commercial actif et attractif. Le projet est finalement adopté en 1877, mais il mettra du temps à se concrétiser sur le terrain.
En 1879, Saint Leu est érigée en commune de plein exercice mais Port aux Poules lui reste rattaché. Plus tard, à partir des années 1930, la plupart des habitants du village voisin de Bethioua s'installèrent à Port aux poules à cause du développement de raffineries pétrolières le long de la plage. C'était un site d'habitation très ancien, dont de nombreuses ruines romaines sont encore en excellent bon état de conservation. La région de Bethioua est connue pour sa population d'origine Berbère qui porte le nom du lieu.
La construction officielle du village selon les plans rectangulaires bien ordonnés de l’époque remonte à 1883, mais débordera très vite de son cadre initial.

## Personnalités liées à la commune
- Denis Martinez; peintre algérien né en 1941 à Port aux Poules